# Општина Мљет
Мљет је општина у Дубровачко-неретванској жупанији, Република Хрватска, која територијално покрива комплетно подручје острва Мљета.

## Насеља у Општини Мљет
Општини Мљет припада 14 насеља: Бабино Поље (седиште општине), Блато, Говеђари, Козарица, Корита, Марановићи, Окукље, Полаче, Помена, Прожура, Прожурска Лука, Ропа, Саплунара и Собра.
Значајни су и засеоци: Бабине Куће, Њивице и Солине.

## Географски положај
Мљет је највеће хрватско јужнодалматинско острво, а осмо је по величини у Републици Хрватској и седамнаести по броју становника. Од Дубровника (луке Груж) је удаљено 24 наутичке миље, а од Корчуле до луке Помене удаљено је 13 наутичких миља. Острво је дуго 37 км, широко 3 км, укупне површине 100,4 km². Од полуострва Пељешца га одваја Мљетски канал.
Највеће брдо на Мљету је Велики Град са 514 м, а пружа се средином острва изнад Бабиног Поља. Остала већа брда су, Зирине (488 м), Врх од Кантуна (465 м), Сутилија (390 м), Велики Плањак (389 м).

## Становништво
На попису становништва 2011. године, општина Мљет је имала 1.088 становника, од чега у седишту општине Бабином Пољу 270.
| Број становника по пописима | Број становника по пописима | Број становника по пописима | Број становника по пописима | Број становника по пописима | Број становника по пописима | Број становника по пописима | Број становника по пописима | Број становника по пописима | Број становника по пописима | Број становника по пописима | Број становника по пописима | Број становника по пописима | Број становника по пописима | Број становника по пописима | Број становника по пописима |
| --------------------------- | --------------------------- | --------------------------- | --------------------------- | --------------------------- | --------------------------- | --------------------------- | --------------------------- | --------------------------- | --------------------------- | --------------------------- | --------------------------- | --------------------------- | --------------------------- | --------------------------- | --------------------------- |
| 1857                        | 1869                        | 1880                        | 1890                        | 1900                        | 1910                        | 1921                        | 1931                        | 1948                        | 1953                        | 1961                        | 1971                        | 1981                        | 1991                        | 2001                        | 2011                        |
| 1.330                       | 1.381                       | 1.509                       | 1.623                       | 1.617                       | 1.915                       | 1.934                       | 2.050                       | 2.086                       | 2.054                       | 1.963                       | 1.638                       | 1.395                       | 1.237                       | 1.111                       | 1.088                       |

Напомена: Настала из старе општине Дубровник.
Кроз историју број становника се мењао, а први запис о броју становника оставила је Дубровачка република од 1673. до 1674. године. Тада је Мљет имао 622 становника. По попису из 1807. године, Мљет има 896, а тај број и даље расте све до 1948. године. Од тада па до данас, број становника опада, али се мења и место становања на самом острву. Најбољи пример је Бабино Поље које је још увек најмногољудније насеље, али његово становништво се све више сели у Собру.
Слаба насељеност је последица ограничених могућности острвске привреде, а с тим је повезано и исељавање, нарочито млађег становништва. Земљорадња је била основна грана мљетске привреде, а главна култура је винова лоза. Маслинарство полако опада. Значајно је гајења лековитог биља. У новије време становништво се било преоријентисало на риболов (приобални риболов и узгајање јастога). Добијање асфалних путева којма су повезана места у унотрашњости са местима на мору и око језера, седамдесетих година прошлог века помогло је развоју туризма чији се почеци на острву јављају још измеђе два светска рата.

## Историја

### Антика
Према легенди острво Мљет је Огигија, острво нимфе Калипсо на којем је Одисеј провео седам година. И античко име острва говори о његовој лепоти: назван је Мелита. То име је изведено од грчког мелите несос, што значи медено острво, али и од латинске речи mell, mellis, што, опет, значи мед. Мљет први описује Скилакс из Каријанде (6. век п. н. е.), назива га Мелите, касније такође и Аполоније са Родоса, Agathemerus и Плиније Старији називају ово острво Мелита.
Према археолошким налазима, Мљет је настањен још од праисторије. На Главици и на Малом грацу изнад Помијенте, налазе се остаци илирског насеља. Илирско гусарско упориште на Мљету, 35. године п. н. е., је заузео римски војсковођа, касније цар, Октавијан. За време римске владавине најважније насеље на острву је било Полаче у којем је столовао управник имања.

### Средњи век
Половином 10. века на острву се помињу насеља Бабино Поље, Блато и Врхмљеће. У почетку је Мљет био у саставу Неретванске крајине, а затим у саставу кнежевине Захумље. Као и на осталим деловима Медитерана, у раном средњем веку насеља се, ради заштите од нежељених посетилаца, подижу у унутрашњости острва. Главно насеље у то време на острву је Врхмљеће. У 12. веку господари острва постали су бенедиктинци из Пулсана на Монте Гаргану. Позвао их је и даровао захумски кнез Деса. Бенедиктинци су на острвцу Света Марија на Великом језеру изградили самостан и цркву и све до 19. века пресудно утицали на живот на острву. У почетку је опат самостана бирао и судије.

### Комуна у саставу Дубровачке републике
Од 1215. године, Мљет је под јаким утицајем Дубровника, а у састав Дубровачке републике коначно улази 1345. године. Тада добива и свој статут, по којем судије и кнеза бира Мало вијеће Републике. Кнез и судије су столовали у Бабином Пољу, где и данас постоји зграда Кнежевог двора. Мљет је у саставу Дубровачке републике био до њеног укидања 1808. године. Неко време био је под француском влашћу (1808—1813), а после тога под Аустријом.

### Новија историја
У састав Краљевине Срба, Хрвата и Словенаца улази 1918. година. За време Другог светског рата Мљет је био под окупацијом фашистичке Италије, а партизани су на острво дошли 13. септембра 1944. године. Мљет је у Југославији остао до њеног распада, а од 1990. године Мљет је у саставу Републике Хрватске.

## Образовање
На острву постоји основна школа у Бабином Пољу, у којој се одржава настава за свих осам разреда основне школе, те подручна школа у Говеђарима, са наставом до трећег разреда, а деца потом до осмог разреда настављају у Бабином Пољу. За наставак школовања после основног образовања, сва деца су присиљена отићи са острва у Дубровник. У прошлости је на острву било неколико основних школа.